# Luciano Virgili
Luciano Virgili (Livorno, 25 gennaio 1922 – Prato, 19 marzo 1986) è stato un cantante italiano.

## Biografia
Nato nel quartiere di Ardenza, a Livorno, il 25 gennaio 1922, per motivi economici lavora dapprima come scaricatore di porto e poi come autista di piazza, dopodiché, ancora giovanissimo, studia canto lirico su consiglio dell'amico e conterraneo tenore Galliano Masini al Conservatorio Luigi Cherubini di Firenze, dove vince una borsa di studio per meriti canori, mettendo a frutto la sua bella voce baritonale cupa, estesa e vibrante.
Nel 1940 però, con l'inizio della Seconda guerra mondiale, viene chiamato alle armi ed è costretto ad abbandonare gli studi. Alla fine del conflitto, nel 1946 decide di dedicarsi alla musica leggera e inizia ad esibirsi nei locali toscani, raggiungendo velocemente grande popolarità.
Nel 1948 incide il suo primo disco con l'etichetta Fonit, contenente l'Elevazione al Padre e l'Ave Maria di Franz Schubert, e qualche mese dopo viene ascoltato dal maestro Dino Olivieri, che si accorge della sua bravura e della sua crescente popolarità e gli procura una scrittura discografica, prima con la Columbia Records e poi con La voce del padrone, che rimarrà per circa vent'anni la sua casa discografica ufficiale.
Nel 1949 lancia la canzone Addio sogni di gloria del maestro Carlo Innocenzi e parole della moglie Sonia Pearlswig (Marcella Rivi), che diventerà un successo mondiale, ripreso, tra gli altri, da Nilo Ossani e Ferruccio Tagliavini.
Negli anni cinquanta, attraverso i microfoni della radio, assieme a Luciano Tajoli, Giorgio Consolini, Achille Togliani, Claudio Villa e Narciso Parigi diviene uno dei cantanti più popolari e richiesti e comincia a farsi conoscere con concerti al Gambrinus di Montecatini Terme, al Grand'Italia di Milano ed in altri teatri italiani.
La particolarità di Luciano Virgili in quel periodo sarà quella di riprendere i classici della canzone italiana e reinterpretarli con grande espressione, sobrietà d'intenti ed accompagnato da grandi orchestre sinfoniche dirette dai maestri Dino Olivieri e Gian Mario Guarino. Canterà Signorinella, Fili d'oro, Come pioveva, Vipera, Tornerai, Signora fortuna, Ladra, Capinera e Non dimenticar le mie parole.

Luciano Virgili con Duke Ellington e con il pianista e direttore d'orchestra Luciano Maraviglia nel 1956

Nel 1956 partecipa al film Mamma sconosciuta diretto da Carlo Campogalliani e viene invitato negli Stati Uniti per una breve ma fortunatissima tournée che lo porterà a cantare nelle celebri Carnegie Hall, Town Hall e Madison Square Garden di New York ed all'Accademia della musica di Brooklyn, riscuotendo sempre enormi consensi.
Nel 1957, tornato in Italia, partecipa al Festival di Sanremo con Finalmente (ripetuta da Gino Baldi), A poco a poco (ripetuta da Gino Latilla), Il mio cielo (ripetuta da Carla Boni) e Venezia mia (con il Poker di Voci, ripetuta da Gianni Ravera e dal Duo Fasano), che nella serata dedicata agli autori indipendenti si classifica al secondo posto; nello stesso anno vince la Piedigrotta con Tu ce l'hai la mamma.

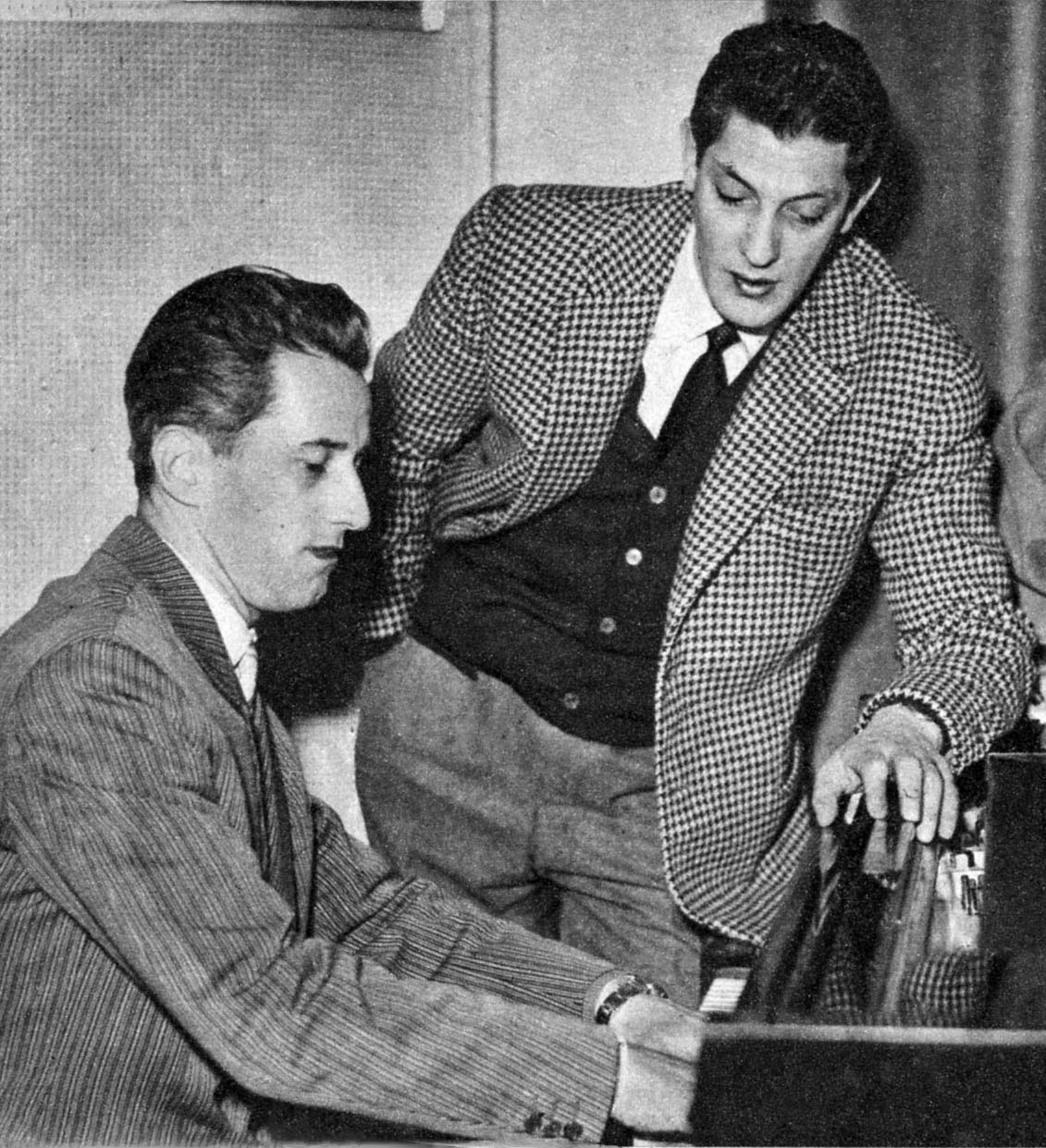
Guido Cergoli al piano con Luciano Virgili 1955

Nel 1958 partecipa al Festival di Napoli con Maistrale (ripetuta da Claudio Terni) e Sincerità (ripetuta da Marisa Del Frate) e vi ritorna altre cinque volte: l'anno successivo con Si' tu (ripetuta da Vera Nepy), nel 1960 con Segretamente, con la quale si piazza al terzo posto), nel 1961, quando si classifica al secondo posto a Canzonissima con Tempesta, arriva in finale con Sole, sole d'oro (ripetuta da Claudio Terni) ed 'E ddoie Lucie (ripetuta da Mario Abbate), nel 1964 con Aspettame (ripetuta da Monica Del Po) e nel 1965 con E te lassaie (ripetuta da Pino Mauro).
Nel 1966, dopo aver preso parte a varie tournée, tra le quali l'Olympia di Parigi, ritorna in America con la sua famiglia e vi resta fino al 1972, riscuotendo successi ovunque, da San Francisco a Toronto, e divenendo, subito dopo Carlo Buti, l'idolo più amato degli emigrati italiani d'America. Al rientro in patria viene colpito da un grave esaurimento nervoso con depressione, dovuto soprattutto alle variazioni climatiche americane; riesce a riprendersi, ma torna alla ribalta solo sporadicamente.
In seguito si ammala di leucemia, malattia che lo allontanerà definitivamente dalle scene nel 1980 e lo porterà alla morte, avvenuta all'ospedale di Prato il 19 marzo 1986. È sepolto nel cimitero di Montecatini.
Tra i suoi grandi successi figurano anche: Giamaica, Sole di luglio, Non ti scordar di me, Cielo di fuoco, I milioni di Arlecchino, Ti voglio tanto bene, Pecché, 'Na sera 'e maggio, Granada, Incantesimo, Rondine al nido, Piccola Butterfly, Perché non sognar, Campane, Miniera, Piccola santa, Strada bianca, Addio Roma mia, Malafemmena, Manname 'nu raggio 'e sole, La signora di trent'anni fa, Fontane, T'ho vista piangere,  Portami tante rose e Qualcuno verrà.

## Discografia

### Album
- ----: Luciano Virgili Sings Italian Songs of Love (RCA Victor, LPM 3195), pubblicato negli Stati Uniti d'America
- ----: Ricordi di Roma (Odeon, 3C052-17322M)
- ----: Luciano Virgili (Combo Record, LP 22004)
- ----: Italia canta/Italy sings with Luciano Virgili (Fiesta, FLPS 1494), pubblicato negli Stati Uniti d'America
- ----: From Italy Luciano Virgili Sings (Fiesta, FLPS 1552), pubblicato negli Stati Uniti d'America
- ----: Canzoni napoletane (La Voce del Padrone, QFLP 4067)
- ----: Parlami sotto le stelle (La Voce del Padrone, QELP 8058)
- ----: Italian Popular Songs (Capitol Records, T-10054) pubblicato negli Stati Uniti d'America ed in Canada
- ----: The Best of Virgili (Fiesta, FLPS 1828), pubblicato negli Stati Uniti d'America
- 1954: Canzoni del passato (La Voce del Padrone, QDLP 6012)
- 1955: Canzoni di ieri, di oggi... di sempre (La Voce del Padrone, QDLP 6030)
- 1955: Vecchie canzoni da vecchi film (La Voce del Padrone, QDLP 6041)
- 1957: Primo amore (La Voce del Padrone, QDLP 6055)
- 1958: Canzoni sempre care (La Voce del Padrone, QDLP 6058)
- 1958: Ricordi di Roma (La Voce del Padrone, QDLP 6075)
- 1959: Luciano Virgili (La Voce del Padrone, QFLP 4077)
- 1959: Celebri melodie (La Voce del Padrone, QDLP 6078)
- 1960: Vecchie canzoni... cari ricordi (La Voce del Padrone, CSDQ 6254)
- 1960: Virgili of Italy (Capitol Records, ST 10293), pubblicato negli Stati Uniti d'America
- 1960: Sucessos de Luciano Virgili (Odeon Records, ST 10293), pubblicato in Brasile
- 1961: Canzoni del passato (La Voce del Padrone, QELP 8019)
- 1961: Canzoni di ieri, di oggi, di sempre (La Voce del Padrone, QELP 8020)
- 1961: Canzoni sempre care (La Voce del Padrone, QELP 8021)
- 1961: España (La Voce del Padrone, QELP 8026)
- 1961: Ricordi di Roma (La Voce del Padrone, QELP 8027)
- 1962: Operette (La Voce del Padrone, QELP 8054) con Gianna Galli
- 1964: Canzoni sempre care N. 2 (La Voce del Padrone, QELP 8111)
- 1965: Canzoni sempre care N. 3 (La Voce del Padrone, QELP 8136)
- 1965: Canzoni sempre care N. 4 (La Voce del Padrone, PSQ 029)
- 1967: Stornelli & Serenate (Combo Record, LP 22002)
- 1968: Canzoni sempre care N. 6 (La Voce del Padrone, PSQ 058)
- 1969: Recital (Kansas, L.P. - 6)
- 1970: Balocchi e profumi (Emidisc, C048-50 401 M)
- 1975: Prigioniero di un sogno (Penny, REL-ST 19277)
- 1978: Le canzoni di Luciano Virgili (Dischi Ricordi, ORL 8246)
- 1980: Tornerai (Ri-Fi, RPO/ST 72032)
- 1980: 30 anni di successi ([[Duck Record|New Eco], N.E.L.P. 045)
- 1984: Luciano Virgili (EMI, 1186471)
- 1989: Violino tzigano (EMI, 54 7918301)
- 1989: Le più belle di Luciano Virgili (EMI, 0927921392)
- 2002: Luciano Virgili (Replay Music, RMCD 4207)
- 2009: Vipera (Hobby & Work, GCA.C.020)

### Singoli
- 1950: Italia mia/Addio, sogni di gloria!... (La Voce del Padrone, HN 2753)
- 1952: Il tango delle capinere/Vipera (La Voce del Padrone, HN 2941)
- 1952: Malafemmena/Bocca desiderata (La Voce del Padrone, HN 2942)
- 1952: Chitarratella/Surriento d'e nnammurate (La Voce del Padrone, HN 2952)
- 1953: Lasciami cantare una canzone/Canto della solitudine (La Voce del Padrone, HN 3089)
- 1954: Balocchi e profumi/Fili d'oro (La Voce del Padrone, HN 3334)
- 1955: Arrivederci, Roma/Fuoco verde (La Voce del Padrone, HN 3552)
- 1956: Granada/Come il torrente (La Voce del Padrone, HN 3634)
- 1957: Cara piccina/Amor di pastorello (La Voce del Padrone, HN 3675)
- 1957: Giamaica/Ti desidero (La Voce del Padrone, HN 3793)
- 1957: Ciuffetto rosso/Tu ce l'hai la mamma (La Voce del Padrone, HN 3841)
- 1957|1958: Maistrale/Sincerità (La Voce del Padrone, HN 3910)
- 1958: Giamaica/Ti desidero (La Voce del Padrone, 7PQ 2109)
- 1958: Maistrale/Sincerità (La Voce del Padrone, 7PQ 2125)
- 1959: Adorami/Io sono il vento (La Voce del Padrone, 7MQ 1172)
- 1959: Il nostro refrain/... Ma baciami (La Voce del Padrone, 7MQ 1173)
- 1959: Si' tu/Solitudine (La Voce del Padrone, 7MQ 1245)
- 1959: Munasterio 'e Santa Chiara/Voce 'e notte (La Voce del Padrone, 7MQ 1257)
- 1960: Perdoniamoci/Perderti (La Voce del Padrone, 7MQ 1348)
- 1960: 'E rrose e tu/Canzone all'antica (La Voce del Padrone, 7MQ 1403)
- 1960: Segretamente/Sempe tu (La Voce del Padrone, 7MQ 1404)
- 1960: Nun me parlate 'e mare/'sti mmane (La Voce del Padrone, 7MQ 1405)
- 1960: 'E stelle cadente/Note d'ammore (La Voce del Padrone, 7MQ 1411)
- 1960: Cantar, io voglio cantar/Passione flamenca (La Voce del Padrone, 7MQ 1486)
- 1960: Piccola santa/Tornerai (La Voce del Padrone, 7MQ 1495)
- 1960: Tu che non sai amare!/L'arlecchino gitano (La Voce del Padrone, 7MQ 1509)
- 1961: Valencia/El relicario (La Voce del Padrone, 7MQ 1534)
- 1961: Fontane/È ancora inverno (La Voce del Padrone, 7MQ 1573)
- 1961: Te pigliato 'o sole/Voce do mare 'e Napule (La Voce del Padrone, 7MQ 1602)
- 1961: Sole sole d'oro/'E ddoie Lucie (La Voce del Padrone, 7MQ 1635)
- 1961: Tempesta/Desperado (La Voce del Padrone, 7MQ 1636)
- 1961: Quando il sol si spegnerà/Ribellione (La Voce del Padrone, 7MQ 1647)
- 1962: Tu che mi hai preso il cuore/La strada del bosco (La Voce del Padrone, 7MQ 1693)
- 1962: Serenata a Venezia/Alla luce del sole (La Voce del Padrone, 7MQ 1709)
- 1963: Qualcuno verrà/Angelique (La Voce del Padrone, 7MQ 1801)
- 1964: Per un momento d'amore/Per le strade del Mugello (La Voce del Padrone, 7MQ 1899)
- 1964: E se domani/Senza parlare (La Voce del Padrone, 7MQ 1912)
- 1964: Aspettame/Canzunciella napulitana (La Voce del Padrone, 7MQ 1924)
- 1965: ... E te lassaje!/Vicino 'o mare (La Voce del Padrone, 7MQ 1989)
- 1966: Stornelli/Giamaica (Combo Record, 4153)
- 1966: Mandulinata a Napule/Piscatore 'e Pusilleco (Combo Record, 4184)
- 1966: Voce 'e notte/Anema e core (Combo Record, 4185)
- 1966: Firenze sogna/Piccolissima serenata (Combo Record, 4187)
- 1970: Arrotino/Il tango del cuore/Campane fiorentine (Lunapark, LK-6; disco tris)
- ----: Come le rose.../Parlami d'amore]] (His Master's Voice, JOM59), pubblicato nel Regno Unito

### EP
- 1957: Tu ce l'hai la mamma/Ciuffetto rosso/Nnammurata 'e 'na vota/Canzuncella gentile (La Voce del Padrone, 7E PQ 601)
- 1958: Vent'anni/Italia mia/Addio, sogni di gloria!.../Abito da sera (La Voce del Padrone, 7E PQ 601)
- 1958: Canta se la vuoi cantà/Nannì/Com'è bello fa' l'amore quanno è sera/Arrivederci Roma (La Voce del Padrone, 7E PQ 603)
- 1959: Cielo di fuoco/Giamaica/Espana/Gli zingari (La Voce del Padrone, 7E MQ 110)
- 1959: Reginella campagnola/Piccola santa/Torna al paesello/Balocchi e profumi (La Voce del Padrone, 7EMQ 133)
- 1963: Un'ora sola ti vorrei/Da te era bello restar/Maria la-O/Estrellita (La Voce del Padrone, 7E MQ 251)
- 1963: Addormentarmi così/Amore baciami/Venezia, la luna e tu/Parlami sotto le stelle (La Voce del Padrone, 7E MQ 252)

## Raccolte/Compilation
- 1958: Antologia della canzone napoletana n. 5 (La Voce del Padrone, QCLP 12043), con il brano 'A vucchella
- 1961: Selection from New Capitol of The World Albums for August 1961 (Capitol Records, PRO 1868), con i brani Ramona e Ti dirò
- 1974: Cantando all'italiana (Ri-Fi, REL-ST 19173), con i brani Serenata delle serenate, Prigioniero di un sogno e Arrotino
- 1993: I grandi interpreti della canzone italiana (Rainbow, RBW MC 3216), con i brani Creola e Abat-Jour
- 1995: Souvenir di Roma (Replay Music, RMCD 4086), con il brano Chitarra romana
- ----: Cantando all'italiana (Fiesta, FLPS 1697), con i brani Serenata delle serenate, Prigioniero di un sogno e Arrotino, pubblicato negli Stati Uniti d'America
- ----: Luciano Tajoli, Luciano Virgili - Vol. 1 (Serie Primavera, P.R. N.1593)

## Eventi Commemorativi

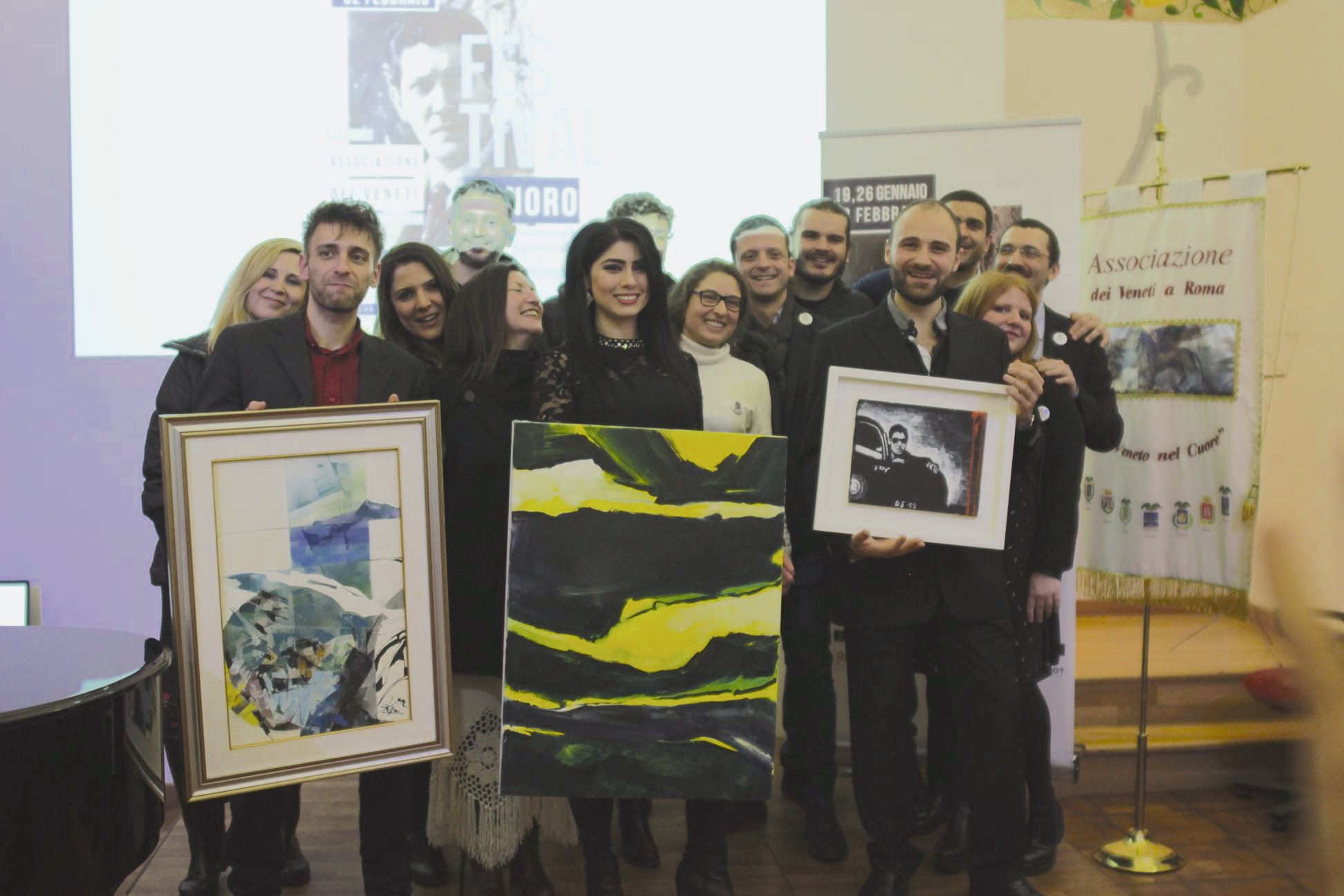
Eleonora Almonti vince la 1ª Edizione del Festival Canoro in Omaggio a Luciano Virgili

Annualmente prende luogo il "Festival Canoro in Omaggio a Luciano Virgili" organizzata con il patrocinio dell'UNAR (Unione Associazioni Regionali di Roma e del Lazio) e dell'etichetta discografica Bunker Records, ed è caratterizzato dalle interpretazioni canore tratte dal “repertorio virgiliano” dei suoi partecipanti.
La prima edizione del 2019, che si è tenuta presso la sede dell'Associazione dei Veneti a Roma, è stata inaugurata da Serena Virgili, nipote del cantante, e vinta dalla cantante romana Eleonora Almonti, in arte Nora Hime, con i brani ‘A vucchella e Ave Maria.